# لیبریشن (نویسه‌نگاری)
لیبریشن (به انگلیسی: Liberation) نام مشترک چهار خانواده قلم تروتایپ لیبریشن سنز، لیبریشن نرو، لیبریشن سریف و لیبریشن مونو (به انگلیسی: Liberation Sans, Liberation Narrow, Liberation Serif, and Liberation Mono) است. این قلم‌ها با محبوب‌ترین قلم‌های موجود در سیستم عامل مایکروسافت ویندوز و بسته نرم‌افزاری مایکروسافت آفیس (به ترتیب آریال، آریال نرو، تایمز نیو رومن و کوریر نیوی شرکت مونوتایپ) از نظر متریک سازگارند و معادل آزاد آن‌ها تعیین شده‌اند. در لیبره‌آفیس، قلم‌های لیبریشن پیش‌فرض هستند.